# أم جلال
أم جلال بلدة سورية تتبع لناحية التمانعة في منطقة خان شيخونفي محافظة إدلب. بلغ عدد سكانها 15000 ألف نسمة في عام2010 حسب إحصاء المكتب المركزي للإحصاء.